# Laura Clarke
Laura Mary Clarke (Londres, 3 de junio de 1978) es una diplomática y directora general británica. Ha desempeñado cargos como Alta Comisionada Británica en Nueva Zelanda y como Gobernadora de las Islas Pitcairn. Desde 2022 es la directora ejecutiva de ClientEarth, una organización internacional sin fines de lucro dedicada al derecho ambiental. En 2021 fue nombrada Oficial de la Orden del Imperio Británico y en 2024 fue incluida en la lista TIME100 Climate.

## Trayectoria
Estudió Lenguas Modernas en la Universidad de Cambridge y Relaciones Internacionales en la Escuela de Economía de Londres.
Fue Coordinadora del Gobierno del Reino Unido para la India y Jefa del Departamento de Asia del Sur en el Ministerio de Asuntos Exteriores y de la Mancomunidad de Naciones. Mientras desempeñaba estos cargos, fue considerada una de las personas más influyentes en las relaciones entre el Reino Unido y la India. También fue Consejera Política en Pretoria, Jefe de Gabinete del Ministro para Europa y trabajó en el Ministerio de Justicia, el Parlamento Británico y en la Comisión Europea.
Asumió el cargo de Alta Comisionada en Nueva Zelanda y Gobernadora de las Islas Pitcairn en enero de 2018. Se desempeñó como Alta Comisionada británica no residente en Samoa desde marzo de 2018 hasta diciembre de 2019, cuando el Gobierno británico estableció una Alta Comisión Residente en Samoa. En su función de Alta Comisionada en Nueva Zelanda, hizo hincapié en el fortalecimiento de las relaciones con los maoríes. En noviembre de 2018, la Alta Comisión Británica empleó a su primer asesor maorí y también profesor del idioma para Clarke. En octubre de 2019, expresó su pesar, en nombre del Gobierno británico, por el asesinato de 9 maoríes durante los primeros encuentros con la tripulación del Endeavour de James Cook. Como gobernadora de Pitcairn, supervisó la gobernanza y el apoyo económico de estas Islas. En julio de 2020, inició las negociaciones del Tratado de Libre Comercio entre el Reino Unido y Nueva Zelanda junto con la primera ministra Jacinda Ardern y el ministro de Comercio de Nueva Zelanda, David Parker.
En julio de 2022, dejó su carrera diplomática y se convirtió en la directora ejecutiva de ClientEarth, en reemplazo del director ejecutivo fundador James Thornton, una organización internacional sin fines de lucro dedicada al derecho ambiental. Durante su gestión, ClientEarth se ha hecho cargo de algunos de los casos ambientales más importantes, como el realizado contra el Consejo de Administración de Shell por mala gestión del riesgo climático, contra Cargill por no abordar sus vínculos con la deforestación y los abusos de los derechos humanos en el Amazonas, contra el gobierno del Reino Unido por su estrategia inadecuada para hacer frente al cambio climático y contra KLM por ecoimpostura, sobre el que en marzo de 2024 un tribunal neerlandés dictaminó que sus anuncios sobre aviación sostenible eran engañosos e ilegales, sentando un precedente para todas las afirmaciones corporativas de neto cero.
Fue la presentadora del podcast de la Alta Comisión Británica, Tea with the High Commission, con invitados como Ardern, el actor Sam Neill y el comediante Eddie Izzard. Está casada con Toby Fisher, un abogado por los derechos humanos neozelandés, y tienen tres hijos. Junto a su marido hicieron una película sobre su primera visita a las Islas Pitcairn.

## Reconocimientos
Fue nombrada Oficial de la Orden del Imperio Británico (OBE) en los Honores de Año Nuevo de 2021 por sus servicios a la política exterior británica. En 2024 fue incluida en la lista TIME100 Climate, que reconoce a las personas más influyentes en la lucha por el cambio climático.